# كلود بروكيو
كلود بروكيو هو شخصية أعمال كندي، ولد في 29 أكتوبر 1944 في مدينة كيبك في كندا.